# Fjärås distrikt
Fjärås distrikt är ett distrikt i Kungsbacka kommun och Hallands län. 
Distriktet ligger sydost om Kungsbacka. 

## Tidigare administrativ tillhörighet
Distriktet inrättades 2016 och utgörs av socknen Fjärås i Kungsbacka kommun.
Området motsvarar den omfattning Fjärås församling hade vid årsskiftet 1999/2000.